# VoLTE
VoLTE (англ. Voice over LTE — голос по LTE) — технологія передачі голосу по мережі LTE, заснована на IP Multimedia Subsystem (IMS). Дозволяє надавати голосові послуги і доставляти їх як потік даних по LTE. VoLTE має утричі більші голосову ємність і ємність даних, ніж мережі 3G UMTS і до шести разів більшу, ніж мережі 2G GSM. Крім того, вона вивільняє пропускну здатність, оскільки заголовки пакетів менші, ніж у неоптимізованої VoIP/LTE.

## Історія
У травні 2014 року сінгапурська компанія SingTel представила перший в світі комерційний «повнофункціональний» VoLTE сервіс в Сінгапурі, спочатку сумісний лише з Samsung Galaxy Note 3.
У червні 2014 року найбільший оператор Південної Кореї KT реалізував перший у світі транскордонний роумінг, заснований на Voice over LTE. Південнокорейський оператор став партнером з China Mobile, щоб розвивати послуги VoLTE-роумінгу.
У жовтні 2014 року China Mobile, KPN і iBasis реалізували перший успішний VoLTE-роумінг між мобільними операторами на IMS local breakout architecture with a home routing systems.
У листопаді 2014 року Verizon і AT&T анонсували кампанію з введення VoLTE-to-VoLTE з'єднань між відповідними абонентами. VoLTE-взаємодія між клієнтами Verizon і AT&T, як очікується, буде доступна в 2015 році.

## Впровадження технології в Україні
15 грудня 2020 року стало відомо, що українська телекомунікаційна компанія «Київстар» почала впровадження технології VoLTE серед своїх абонентів.
Президент компанії Олександр Комаров прокоментував це таким чином:
| | Менш ніж за 3 роки 85 % мешканців України отримали доступ до 4G. За темпами будівництва Київстар випереджає навіть країни Європейського союзу, яким треба було у середньому 5 років, щоб отримати такий же результат. Це велике досягнення компанії, яке дає нам можливість впроваджувати нові технології, такі як VoLTE. Завдяки цій технології жителі не лише великих міст, але й селищ, отримають кращу якість голосового зв’язку. Адже він буде працювати в сучасній 4G-мережі |
| — https://kyivstar.ua/uk/mm/news-and-promotions/kyyivstar-rozpochynaye-vprovadzhennya-pershoyi-v-ukrayini-merezhi-volte-dlya | |

На початку 2022 року технологія VoLTE почала впроваджуватися i серед абонентів мобільного оператора Lifecell, а з 02 грудня 2024 року – серед абонентів мобільного оператора Vodafone. 

## Якість голосу
Для забезпечення сумісності 3GPP вимагає, щонайменше, кодека AMR-NB (вузька смуга), але рекомендованим мовним кодеком для VoLTE є Adaptive Multi-Rate Wideband (AMR-WB), також відомий як HD Voice і G.722.2. Цей кодек санкціонований в мережах 3GPP, які підтримують дискретизацію 16 кГц.

## Перспектива
Стільникові оператори намагаються модернізувати обладнання під технологію VoLTE.